# Gustavo Trelles
Gustavo Trelles (Minas, 15 november 1954) is een Uruguayaans voormalig rallyrijder.

## Carrière
Gustavo Trelles debuteerde in 1975 in de rallysport. Zijn eerste optreden in het Wereldkampioenschap Rally kwam tijdens de Rally van Brazilië in 1981 (de rally eindigend als zesde algemeen), maar pas vanaf eind jaren tachtig werd hij een reguliere rijder in het kampioenschap, deelnemend in het Production World Rally Championship (toenmalige FIA Cup for Production Rally Drivers). Begin jaren negentig reed hij een aantal jaar in sneller materiaal rond, en behaalde zijn beste resultaat in het WK in Argentinië, in 1992, waar hij met een Lancia Delta HF Integrale als derde eindigde. In het daaropvolgende seizoen 1993 reed hij met ditzelfde materiaal een programma met het Italiaanse Jolly Club team, en eindigde dat jaar negende in het rijderskampioenschap. Trelles keerde daarna weer terug in het PWRC, dit keer actief met een Mitsubishi Lancer Evolution. Hij greep hierin vier keer achtereenvolgend naar de wereldtitel, van 1996 tot en met 1999 (naast dat hij drie keer als runner-up eindigde in 1990, 2000 en 2001). Hij reed zijn laatste WK-rally tijdens de Rally van Argentinië in 2002. Ook is hij een viervoudig kampioen in het Spaans rallykampioenschap op gravel (in 1988, 1989, 1990 en 1992).
Trelles keerde in 2010 eenmalig terug in de Rally van Argentinië, dit dat jaar als ronde meetelde voor de Intercontinental Rally Challenge. Hij wist de rally echter niet te finishen.

## Complete resultaten in het Wereldkampioenschap Rally

### Overzicht van deelnames
| Seizoen | Inschrijving                     | Auto                       | 1      | 2      | 3      | 4      | 5      | 6      | 7      | 8      | 9      | 10     | 11     | 12     | 13     | 14     | Pos. | Punten |
| ------- | -------------------------------- | -------------------------- | ------ | ------ | ------ | ------ | ------ | ------ | ------ | ------ | ------ | ------ | ------ | ------ | ------ | ------ | ---- | ------ |
| 1981    | Gustavo Trelles                  | Fiat 147                   | MON    | ZWE    | POR    | KEN    | FRA    | GRI    | ARG    | BRA 6  | FIN    | ITA    | IVK    | GBR    |        |        | 33   | 6      |
| 1984    | Gustavo Trelles                  | Ford Escort 1.6            | MON    | ZWE    | POR    | KEN    | FRA    | GRI    | NZL    | ARG NF | FIN    | ITA    | IVK    | GBR    |        |        | -    | 0      |
| 1985    | Gustavo Trelles                  | Ford Escort 1.6            | MON    | ZWE    | POR    | KEN    | FRA    | GRI    | NZL    | ARG NF | FIN    | ITA    | IVK    | GBR    |        |        | -    | 0      |
| 1986    | Gustavo Trelles                  | Ford Escort 1.6            | MON    | ZWE    | POR    | KEN    | FRA    | GRI    | NZL    | ARG 11 | FIN    | IVK    | ITA    | GBR    | VST    |        | -    | 0      |
| 1988    | Gustavo Trelles                  | Lancia Delta HF 4WD        | MON    | ZWE    | POR NF |        |        |        |        |        |        |        |        |        |        |        | -    | 0      |
| 1988    | Mazda Rally Team Italia          | Mazda 323 4WD              |        |        |        | KEN NF | FRA    | GRI NF | VST    | NZL    |        |        |        | ITA 17 | GBR NF |        | -    | 0      |
| 1988    | Gustavo Trelles                  | Volkswagen Gol 1.6         |        |        |        |        |        |        |        |        | ARG NF | FIN    | IVK    |        |        |        | -    | 0      |
| 1989    | Gustavo Trelles                  | Lancia Delta Integrale     | ZWE 27 | MON    | POR 10 | KEN    | FRA    | GRI 20 | NZL    | ARG 7  | FIN 15 | AUS    |        |        |        |        | 49   | 5      |
| 1989    | Gustavo Trelles                  | Lancia Delta Integrale 16V |        |        |        |        |        |        |        |        |        |        | ITA NF |        |        |        | 49   | 5      |
| 1989    | Top Run                          | Lancia Delta Integrale 16V |        |        |        |        |        |        |        |        |        |        |        | IVK NF | GBR NF |        | 49   | 5      |
| 1990    | Astra Racing                     | Lancia Delta Integrale 16V | MON    | POR 11 | KEN    | FRA    | GRI 9  | NZL 7  | ARG NF | FIN 15 | AUS 8  | ITA 15 | IVK NF | GBR NF |        |        | 26   | 9      |
| 1991    | Astra Racing                     | Lancia Delta Integrale 16V | MON    | ZWE    | POR    | KEN    | FRA    | GRI    | NZL    | ARG 8  | FIN    | AUS    | ITA NF | IVK    |        |        | 49   | 3      |
| 1991    | Jolly Club                       | Lancia Delta Integrale 16V |        |        |        |        |        |        |        |        |        |        |        |        | SPA NF | GBR    | 49   | 3      |
| 1992    | Gustavo Trelles                  | Lancia Delta HF Integrale  | MON    | ZWE    | POR    | KEN    | FRA    | GRI    | NZL    | ARG 3  | FIN    | AUS    | ITA    |        |        |        | 18   | 16     |
| 1992    | Mauro Rallye Team                | Lancia Delta HF Integrale  |        |        |        |        |        |        |        |        |        |        |        | SPA 7  | IVK    | GBR    | 18   | 16     |
| 1993    | Jolly Club                       | Lancia Delta HF Integrale  | MON    | ZWE    | POR    | KEN    | FRA    | GRI 5  | ARG 4  | NZL 7  | FIN    | AUS    | ITA    | SPA 6  | GBR    |        | 9    | 28     |
| 1994    | Gustavo Trelles                  | Ford Escort RS Cosworth    | MON    | ZWE    | POR    | KEN    | FRA    | GRI    | ARG    | NZL    | FIN    | AUS    | ITA    | SPA NF | GBR    |        | -    | 0      |
| 1995    | Gustavo Trelles                  | Lancia Delta HF Integrale  | MON    | ZWE    | POR    | KEN    | FRA    | GRI    | ARG 2  | NZL    | FIN    | AUS    |        |        |        |        | -    | 0      |
| 1995    | Procar                           | Subaru Legacy RS           |        |        |        |        |        |        |        |        |        |        | ITA NF |        |        |        | -    | 0      |
| 1995    | Gustavo Trelles                  | Toyota Celica GT-Four      |        |        |        |        |        |        |        |        |        |        |        | SPA NF | GBR    |        | -    | 0      |
| 1996    | ST Motors                        | Subaru Impreza WRX         | MON    | ZWE NF | POR    | KEN    |        |        |        |        |        |        |        |        |        |        | -    | 0      |
| 1996    | Race-Rent Motorsport             | Mitsubishi Lancer Evo III  |        |        |        |        | IDN NF | FRA    | GRI 15 | ARG 13 | NZL    | FIN 17 | AUS 17 | ITA 14 | SPA 14 | GBR    | -    | 0      |
| 1997    | Team Mitsubishi Ralliart Germany | Mitsubishi Lancer Evo III  | MON 9  | ZWE 16 | KEN    | POR 7  | SPA 13 | FRA    | ARG 6  | GRI 13 | NZL 7  |        |        | ITA NF | AUS    | GBR    | 26   | 1      |
| 1997    | Team Mitsubishi Ralliart Germany | Mitsubishi Lancer Evo IV   |        |        |        |        |        |        |        |        |        | FIN 17 | IDN    |        |        |        | 26   | 1      |
| 1998    | Uruguay en Carrera               | Mitsubishi Lancer Evo IV   | MON NF | ZWE NF | KEN    | POR 16 | SPA 20 |        | ARG 9  |        | NZL 14 |        |        |        |        |        | -    | 0      |
| 1998    | Uruguay en Carrera               | Mitsubishi Lancer Evo V    |        |        |        |        |        | FRA 21 |        | GRI 17 |        | FIN 16 | ITA 24 | AUS 16 | GBR    |        | -    | 0      |
| 1999    | Ralliart Italia                  | Mitsubishi Lancer Evo V    | MON NF | ZWE 20 | KEN    | POR 15 | SPA 20 | FRA 20 | ARG 7  |        |        |        |        |        |        |        | -    | 0      |
| 1999    | Ralliart Italia                  | Mitsubishi Lancer Evo VI   |        |        |        |        |        |        |        | GRI NF | NZL 9  | FIN NF | CHN 8  | ITA NF | AUS NF | GBR    | -    | 0      |
| 2000    | Gustavo Trelles                  | Mitsubishi Lancer Evo VI   | MON 11 | ZWE    | KEN    | POR NF | SPA 18 | ARG 9  | GRI 12 | NZL 9  | FIN NF | CYP 11 | FRA 18 | ITA 24 | AUS 12 | GBR 30 | -    | 0      |
| 2001    | Gustavo Trelles                  | Mitsubishi Lancer Evo VI   | MON 11 | ZWE    | POR NF | SPA NF | ARG 11 | CYP 11 | GRI 14 | KEN    | FIN    | NZL    | ITA NF | FRA 17 | AUS    | GBR    | -    | 0      |
| 2002    | Gustavo Trelles                  | Mitsubishi Lancer Evo VI   | MON    | ZWE NF |        |        |        | ARG 14 | GRI    | KEN    | FIN    | DUI    | ITA    | NZL    | AUS    | GBR    | -    | 0      |
| 2002    | Gustavo Trelles                  | Mitsubishi Lancer Evo VII  |        |        | FRA 22 | SPA    |        |        |        |        |        |        |        |        |        |        | -    | 0      |
| 2002    | MRT by Nocentini                 | Mitsubishi Lancer Evo VII  |        |        |        |        | CYP 20 |        |        |        |        |        |        |        |        |        | -    | 0      |